# Barbara Barska-Stockinger
Barbara Barska, właściwie Barbara Halina Stockinger (ur. 3 grudnia 1926 lub 3 stycznia 1927, zm. 17 stycznia 2024 w Warszawie) – polska piosenkarka.

## Życiorys

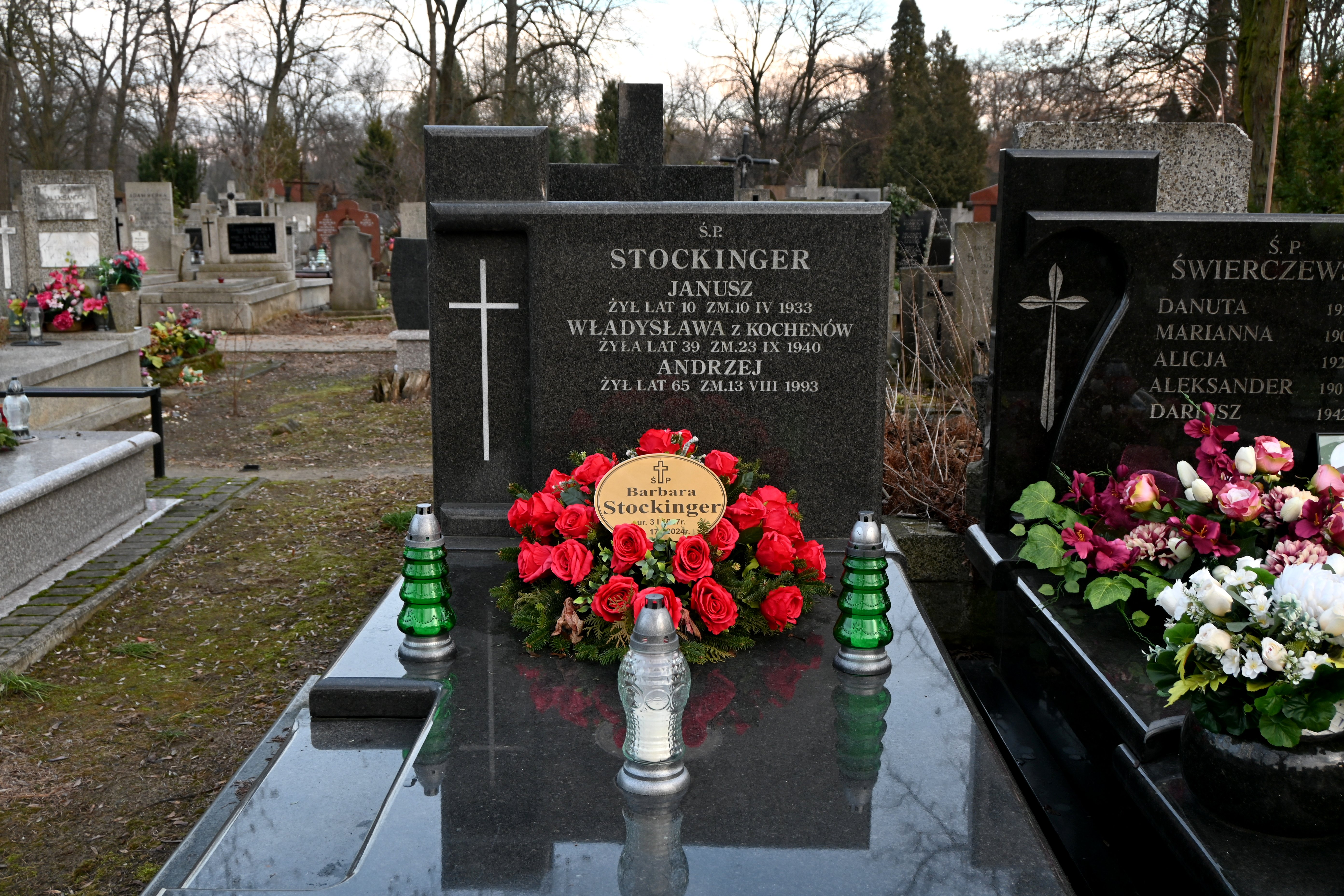
Grób Barbary Barskiej i Andrzeja Stockingera na Cmentarzu Bródnowskim

Pochodziła z Warszawy. Córka Józefa i Marianny. Urodziła się jako najmłodsza z 12 rodzeństwa, miała trzech braci i osiem sióstr. W latach 1947–1954 tworzyła wraz z siostrami Adrianną i Zofią zespół Siostry Triola. Następnie do 1960 kontynuowała karierę solową pod pseudonimem artystycznym Barbara Barska. Występowała z orkiestrami Jana Cajmera i Kazimierza Turewicza. W trakcie kariery estradowej nie wydała żadnej autorskiej płyty długogrającej, ale jej nagrania ukazały się na tzw. składankach.
W 1952 wyszła za aktora i piosenkarza Andrzeja Stockingera. Miała dwoje dzieci: syna Tomasza (ur. 1955), który jest aktorem, i córkę Katarzynę (ur. 1961), śpiewaczkę operetkową. 
Od lutego 2005 mieszkała w prywatnym domu opieki, do którego trafiła po złamaniu nogi.
Zmarła 17 stycznia 2024. Została pochowana na Cmentarzu Bródnowskim w Warszawie (kwatera 38H-4-6).